# 大正浪漫號列車
大正浪漫號（日语： Taishōroman-gō */?）列車是由明知鐵道營運，行走於明知線惠那站至明智站之間的急行列車。

## 概要
明知鐵道原本設有一架專為團體而設有活動列車「美食列車」（料理列車）。在1987年7月起以健康列車（寒天列車）作為開端，隨後開設了蘑菇列車（1996年9月）、野菜列車（1998年4月），啤酒列車（同年7月）等不同主題列車。截至2014年，共開辦了10種「美食列車」。
在此列車行走時，於路線上會沒有其他列車行走（維持大約2小時）。在2011年為「大正100年」，沿線的日本大正村為了紀念這個時刻便開設了「美食列車」，整個列車都是「餐車」。同時該列車也連結一般車廂，可讓一般乘客乘坐。而該列車成為了首個明智鐵道的急行列車。列車頭牌中印上了日本大正村的吉祥物「浪漫醫」。

## 運行概況
每日1個往返班次，逢星期一暫停服務（若星期一是公眾假期則如常行走）。
所有車廂都是自由席，不需要特別費用。但是若果乘客需要乘坐只限下行班次（前往明智）連結的「餐車」的話，便需要事前預約，乘客最遲需要在乘車前5日的下午3時前預約。
在交通新聞社的《JR時刻表》與JTB出版的《JTB時刻表》中，此列車均印上餐車的標記。

## 停車站
惠那站 - 阿木站 - 極樂站 - 岩村站 - 花白溫泉站 - 山岡站 - 明智站

## 使用車輛
基本上，靠近明智一方的車廂是一般車廂，靠近惠那一方的車廂是餐車，以2卡編成行走。「餐車」使用AKeChi6形6或AKeChi10形10、13、14號，這些車廂配備長椅和桌子。而「一般車廂」方面則使用配備長椅的車輛或半橫置座位的車輛。
在2011年，曾經連結了3卡餐車，連同一般車廂，以4卡編成行走。在這個情況下，靠近惠那一方會為一般車廂。而如果較少乘客使用餐車的話，只會以1卡編成行走，在車廂內分隔餐車部分與一般車廂部分。
在沒有餐食連結的日子，或者餐車的預約人數未能到達最少成行的人數的話，該班次只會以一般車廂行走。

## 歷史
- 2011年（平成23年）3月12日：大正浪漫號開始運輸。
- 2012年（平成24年）3月17日：加停極樂站（只限下行列車）和花白溫泉站。
- 2013年（平成25年）4月1日：當日是星期一，原本是暫停服務日，但是由於當日也是愚人節，因此開設了團體列車「大正浪漫號」（使用大正浪漫號的時間表）[4]。
- 2014年（平成26年）3月15日：加停山岡站。
- 2017年（平成29年）3月4日：上行列車也停靠極樂站。

## 注腳
1. ↑  ぎふ人（と） 伊藤　温子さん36（恵那市明智町） （页面存档备份，存于）（日語） - 讀賣新聞，2014年4月27日
2. 1 2  . 朝日新聞 (朝日新聞社). 2011-02-20  [2018-04-05]. （原始内容存档于2011-02-26） （日语）.
3. ↑  明知鉄道 ダイヤ改正より食堂車連結の急行列車運転 （页面存档备份，存于）（日語） - 鐵道Hobidas 最新鐵道情報，2011年2月22日。
4. ↑  【明知鉄道】臨時貸切列車 急行"大正マロン"運転 （页面存档备份，存于）（日語） - 鐵道Hobidas RM新聞，2013年4月4日

## 外部連結
- 食堂車 | 明知鉄道株式会社 公式ホームページ （页面存档备份，存于）（日語）